# 格林斯费尔德
格林斯费尔德（德語：Grünsfeld，發音：[ˈɡʁyːnsfɛlt] ⓘ）是德国巴登-符腾堡州斯图加特行政区美因-陶伯县的城市，面积44.72平方千米，2023年12月31日人口为3,696人。